# Kąty-Miąski (gromada)
Kąty-Miąski – dawna gromada, czyli najmniejsza jednostka podziału terytorialnego Polskiej Rzeczypospolitej Ludowej w latach 1954–1972.
Gromady, z gromadzkimi radami narodowymi (GRN) jako organami władzy najniższego stopnia na wsi, funkcjonowały od reformy reorganizującej administrację wiejską przeprowadzonej jesienią 1954 do momentu ich zniesienia z dniem 1 stycznia 1973, tym samym wypierając organizację gminną w latach 1954–1972.
Gromadę Kąty-Miąski z siedzibą GRN w Kątach-Miąskach utworzono – jako jedną z 8759 gromad na obszarze Polski – w powiecie wołomińskim w woj. warszawskim, na mocy uchwały nr VI/10/23/54 WRN w Warszawie z dnia 5 października 1954. W skład jednostki weszły obszary dotychczasowych gromad Borucza, Kąty-Borucza, Kąty Czerwińskie, Kąty-Miąski i Kąty-Wielgi ze zniesionej gminy Międzyleś w tymże powiecie. Dla gromady ustalono 14 członków gromadzkiej rady narodowej.
31 grudnia 1961 z gromady Kąty-Miąski wyłączono wieś Kąty-Borucza, włączając ją do gromady Dobre w powiecie mińskim w tymże województwie, po czym gromadę Kąty-Miąski zniesiono, włączając jej obszar do gromad: Strachówka (wsie Jagodne, Kąty Czernickie, Kąty-Flakowizna i Kąty-Miąski) i Międzyleś (wsie Beredy, Borucza, Gołębiowizna, Kąty Wielgie i Paluchy) w powiecie wołomińskim.